# Petr Holba
Petr Holba (* 1985) je český gynekolog a porodník. Pracuje jako vedoucí a zástupce primářky v Centrum porodní asistence v Nemocnici Litoměřice. Časopis Forbes jej zařadil mezi 50 nejlepších lékařů Česka.

## Životopis
Pochází z lékařské rodiny. Jeho matka je gynekoložka, dědeček byl primářem chirurgie v litoměřické nemocnici. Studoval na 1. lékařské fakultě Univerzity Karlovy. Ve 2. a 3. ročníku při studiu pracoval jako sanitář a poté jako zdravotní bratr na gynekologicko-porodnické oddělení v litoměřické nemocnici. Ve čtvrtém ročníku zde působil jako medik. V pátém ročníku pracoval v týmu prof. MUDr. Lukáše Roba ve Fakultní nemocnici Motol pod vedením MUDr. Jiřího Škultétyho. Po dokončení studia započal profesní kariéru v Oblastní nemocnici Příbram, pod vedením MUDr. Petra Chudáčka. Po atestaci přešel na pozici zástupce primáře k MUDr. Petrovi Píchovy do privátního gynekologického zažízení GynCentrum v Praze-Hloubětíně. Následně dva a půl roku vedl gynekologickou ambulanci v privátní klinice Team Prevent Santé zaměřenou na nadstandardní péči o business klientelu v Praze. Dále pracoval na porodních sálech v nemocnici na Bulovce pod vedením přednosty prof. MUDr. Michala Zikána a vedoucího porodního sálu MUDr. Jana Matěchy a porodní asistentky Alžběty Samkové, dále v městské nemocnici Nymburk pod vedením prim. MUDr. Kateřiny Munzbergerové.
Dne 1. června 2023 se stal vedoucím porodního sálu v Nemocnici Litoměřice. Vybudoval zde Centrum porodní asistence, které je vyhledávané pro moderní přístupe založeným na vstřícnosti a empatii k rodícím ženám a respektujícímu prostředí a vysoké profesionalitě. Za rok a půl od svého nástupu se mu povedlo zvrátit klesající křivku počtu porodů, která v roce 2024 stoupla o 30% oproti roku 2023.

### Soukromí
Má syna. Rád se věnuje zahradničení a hře na klavír.

## Ocenění
- 2024 – Cena Sympatie v anketě Anděl mezi zdravotníky časopisu Florence[4][6]